# John Rosendahl
John Henrik Rosendahl, nato Pettersson (21 aprile 1977), è un ex cestista svedese.

## Carriera
Con la Svezia ha disputato i Campionati europei del 2003.